# Engiadina

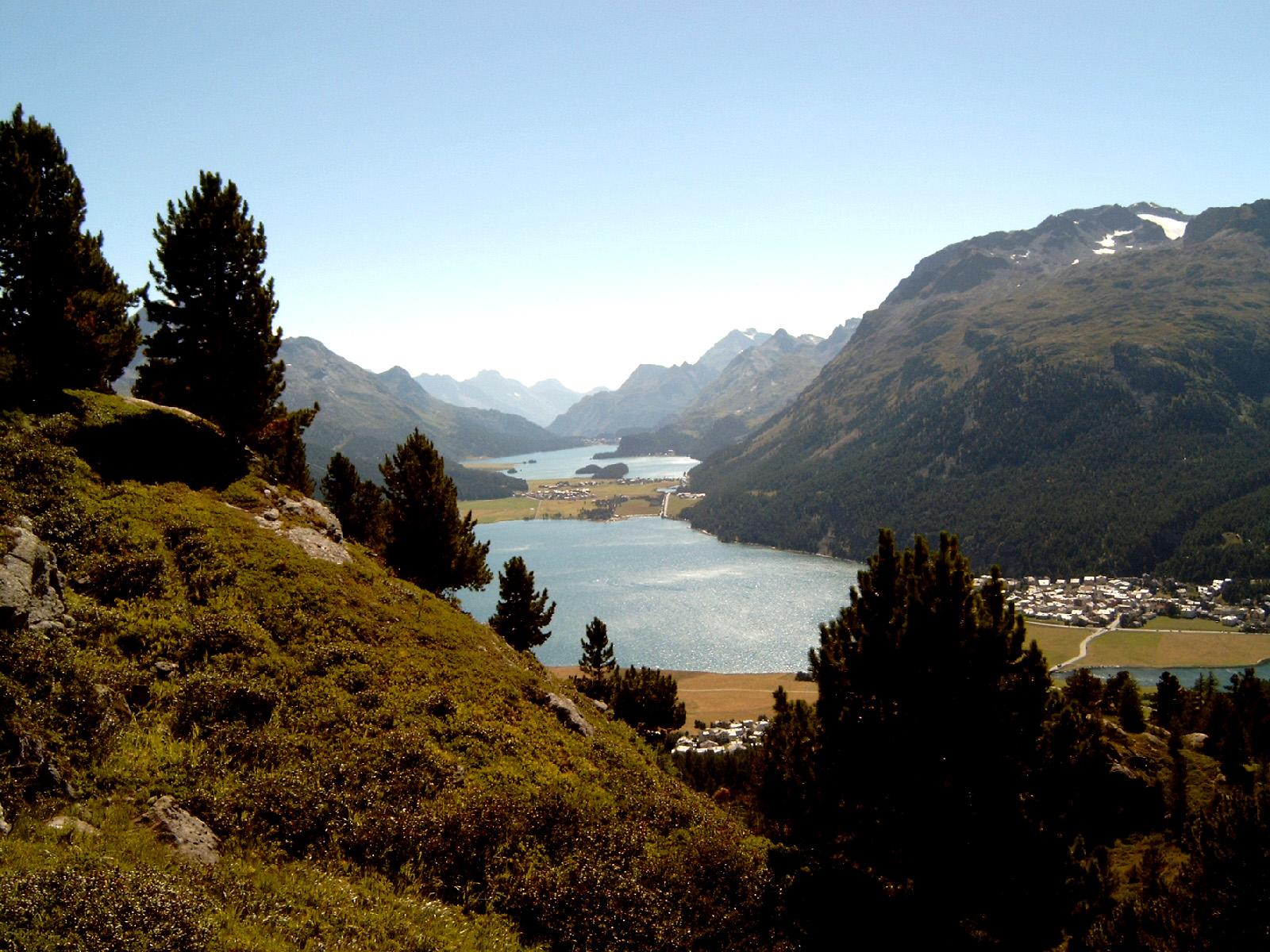
Els llacs Sils i Silvaplana, a l'Engiadina

Engiadina (Engiadina en reto-romànic, Engadina en italià i Engadin en alemany; nom derivat del nom del riu en romanx: En; alemany Inn) és una vall alpina suïssa del cantó dels Grisons.
És una de les valls poblades més altes d'Europa i fa més de 80 km de llarg. Constitueix la part superior de la vall de l'Inn i tradicionalment se separa en l'Engiadina Alta i l'Engiadina Baixa. La frontera entre les dues la marca el rierol Ova da Punt Ota, que desemboca des de l'esquerra a l'Inn entre Cinuos-chel (fracció de S-chanf) i Brail (fracció de Zernez).
És coneguda en el món sencer com el "saló de festes dels Alps", gràcies a l'harmonia única del seu paisatge prenyat de llacs.
La vall registra un nombre de dies assolellats per sobre de la mitjana, fonts d'aigua mineral i un clima molt agradable. El Piz Bernina és l'única muntanya de quatre mil metres d'altitud dels Alps Orientals (4.049 m sobre el nivell de la mar). Piz Palü. Piz Corvatsch, Corviglia i Diavolezza són altres muntanyes i regions d'esquí conegudes.
Engadin St. Moritz ostenta una fascinant cultura de valls: romanx com a idioma principal, en la seva varietat engiadinesa, alemany en St. Moritz, italià a les valls veïnes, francès en el Club Med, molt d'anglès en Cresta Run, en jugar al cricket i pol. Giovanni Segantini i els Giacomettis, F. Nietzsche, R. Wagner, H. Hesse, Th. Mann, A. Toscanini, R. Strauss, H. v. Karajan i molts altres grans nom de l'art i de la cultura caracteritzen el mite i l'aura d'aquesta vall. Entre ells es troben igualment Schlittedas, Chalandamarz, un propi estil arquitectònic ("Engadiner Haus") i el famós pastís de nous de Engadin.

## Esdeveniments
A l'Engiadina s'hi celebra una popular cursa d'esquí de fons, l'Engadin Skimarathon, que forma part del circuit mundial Worldloppet. Aquesta cursa és molt concorreguda; cada any, uns 10.000 participants s'hi apleguen, al març, per fer els 42 km que separen Maloja de S-chanf.